# قائمة شخصيات الكتاب المقدس المذكورة في مصادر خارجية
#
هذه هي الشخصيات الكتابية التي تم تحديدها بشكل لا لبس فيه في المصادر المعاصرة وفقًا لإجماع العلماء. تم استبعاد الشخصيات التاريخية التي تم تحديدها في الآثار ذات الأصالة المشكوك فيها مثل نقش يوآش وختم باروخ بن نيريا، أو المذكورة في الوثائق القديمة ولكن غير المعاصرة، مثل التي عن داوود وبلعام.

## الكتاب المقدس العبري
الكتاب المقدس العبري المعروف في اليهودية «بالتناخ» وفي المسيحية "بالعهد القديم"، هو مجموعة من الكتابات القديمة التي يعتبرها كل من اليهود والمسيحيين كتابات مقدسة. تروي قصة الشعب اليهودي وأجداده، بدءًا من قصة الخلق وتنتهي بقرب نهاية القرن الخامس قبل الميلاد.
على الرغم من أن أول ذكر لاسم «إسرائيل» في علم الآثار يعود إلى القرن الثالث عشر قبل الميلاد، المعلومات المعاصرة عن الأمة الإسرائيلية قبل القرن التاسع قبل الميلاد قليلة جدًا. في القرون التالية عدد ظهر صغير من الوثائق العبرية المحلية معظمها أختام ونقوش تذكر شخصيات الكتاب المقدس، ولكن معلومات أكثر شمولاً متاحة في النقوش الملكية من الممالك المجاورة، لا سيما بابل وآشور ومصر.
| الاسم                    | المنصب                 | التاريخ (ق.م) | تصديق وملاحظات | المصادر من الكتاب المقدس                    | صورة  |
| ------------------------ | ---------------------- | ------------- | --- | ------------------------------------------- | ----- |
| بنهدد الثالث             | ملك آرام دمشق          | 885 – 865     | | 2مل 13: 3 2مل 13: 24                        |       |
| عمري                     | ملك إسرائيل            | 880 – 874     | مذكور مع ابنه أو خليفته المجهول في نقش ميشع. | 1مل 16: 16 مي 6: 16                         |       |
| أخاب                     | ملك إسرائيل            | 874 – 853     | تم تحديده في نقش كورخ مونوليث المعاصر لشلمنصر الثالث الذي يصف معركة قرقور ويذكر "2000 عربة، و10,000 جندي من آخاب الإسرائيلي" هزمهم شلمنصر.                                                      | 1مل 17 2أخ 18                               |       |
| حزائيل                   | ملك آرام دمشق          | 842 – 800     | يسجل شلمنصر الثالث من آشور أنه هزم حزائيل في المعركة وأسر العديد من المركبات والخيول منه. يعتقد معظم العلماء أن حزائيل هو الكاتب لنقش تل القاضي                                                 | 1مل 19: 15 2مل 8: 8 عا 1: 4                 |       |
| ياهو                     | ملك إسرائيل            | 841 – 814     | مذكور في المسلة السوداء. | 1مل 19: 16 هو ش: 4                          |       |
| ميشع                     | ملك موآب               | 840           | هو كاتب نقش ميشع. | 2مل 3: 4                                    |       |
| يوآش                     | ملك إسرائيل            | 798 – 782     | مذكور في سجلات آداد نيراري الثالث من آشور على أنه "يوآش من السامرة" | 2مل 13: 10 2أخ 25: 17                       |       |
| رصين                     | ملك آرام دمشق          | 754 –732      | أحد روافد تغلث فلاسر الثالث من آشور وآخر ملوك أرام دمشق. وفقا للكتاب المقدس فقد تم إعدامه في نهاية المطاف من قبل تغلث فلاسر.                                                                    | 2مل 16: 7 - 9 إش 7: 1                       |       |
| منحيم                    | ملك إسرائيل            | 752 – 742     | تسجل حوليات تغلث فلاسر أن منحيم أشاد به كما هو مذكور في سفر الملوك | 2مل 15: 14 - 23                             |       |
| تغلث فلاسر الثالث        | ملك اشور               | 745–727       | تُنسب إليه العديد من الكتابات، وقد ورد ذكره ضمن أمور أخرى في نقش كتبه براكاب ملك سمال. كما نفي سكان المدن التي احتلها في إسرائيل.                                                                | 2مل 15: 29 1أخ 5:6                          | \| \| |
| يوثام                    | ملك يهوذا              | 740 – 732     | تم تعريفه على أنه والد الملك آحاز على قطعة من الفخار المعاصر، مكتوبًا «لآحاز ابن يوثام ملك يهوذا».                                                                                               | 2مل 15: 5 هو 1: 1 مي 1: 1 إش 1: 1           |       |
| فقح                      | ملك إسرائيل            | 740 – 732     | مذكور في حوليات تغلث فلاسر الثالث. | 2مل 15: 25 إش 7: 1                          |       |
| آحاز                     | ملك يهوذا              | 732 – 716     | مذكور في نقش معاصر لتغلث فلاسر الثالث الذي يسجل أنه تلقى تكريمًا من «يهوآحاز من يهوذا». كما تم تحديده في أختام ملكية تخص آحاز نفسه وابنه حزقيا.                                                  | 2مل 16 هو 1:1 مي 1:1 , إش 1:1               |       |
| هوشع                     | ملك إسرائيل            | 732 – 723     | تم وضعه في السلطة من قبل تغلث فلاسر الثالث ملك آشور كما هو مسجل في حولياته التي وجدت في كالا.                                                                                                   | 2مل 15: 30 2مل 18: 1                        |       |
| شلمنصر الخامس            | ملك اشور               | 727–722       | تم ذكره في العديد من سجلات القصر الملكي الموجودة في نمرود. تم العثور على نقش آخر يعتقد أنه له، لكن اسم المؤلف محفوظ جزئيًا فقط.                                                                  | 2مل 17: 3 2مل 18: 9                         |       |
| سرجون الثاني             | ملك اشور               | 722–705       | حاصر مدينة السامرة واحتلها وأسر عدة آلاف كما هو مسجل في الكتاب المقدس وفي نقش في قصره الملكي. ومع ذلك لا يظهر اسمه في الرواية الكتابية لهذا الحصار، ولكن فقط في إشارة إلى حصاره لأشدود.         | إش 20: 1                                    |       |
| مردوخ أبلا إيدينا الثاني | ملك بابل               | 722–710       | ورد اسمه في نقش لسرجون الثاني في قصره في خرنابات. يسمى أيضًا «بردوخ أبلا إيدينا» (اسمه بالأكادية: Marduk-apla-iddina).                                                                           | إش 39: 1 - 2 2مل 20: 12                     |       |
| أدرملك                   | أمير أشور              | 722           | تم تحديده على أنه قاتل والده سنحاريب في الكتاب المقدس وفي رسالة آشورية إلى أسرحدون (الحروف الآشورية والبابلية 1091)، حيث يطلق عليه اسم «أردا - موليسي».                                         | إش 37: 38 2مل 17: 37                        |       |
| حزقيال                   | ملك يهوذا              | 715 – 686     | احتفظ سنحاريب بوثيقة عن كيفية محاصرته «حزقيا اليهودي»، واصفا إياه بالذي «لم يستسلم لنيري» في عاصمته القدس. كما عثر على ختم يحمل اسم ولقب حزقيا مكتوبًا عليه «ينتمي إلى حزقيا بن آحاز ملك يهوذا». | 2مل 16: 20 أم 25: 1 هو 1: 1 مي 1: 1 إش 1: 1 |       |
| سنحاريب                  | ملك اشور               | 705–681       | مؤلف عدد من النقوش المكتشفة قرب نينوى. | 2مل 13: 18 إش 36: 1                         |       |
| طهارقة                   | فرعون مصر وملك كورش    | 690–664       | يُدعى «طهارقة ملك كوش» في كتب الملوك وإشعياء. تذكره العديد من المصادر المعاصرة له وتم اكتشاف أجزاء من ثلاثة تماثيل تحمل اسمه في نينوى.                                                           | إش 37: 9 2مل 19: 9                          |       |
| منسى                     | ملك يهوذا              | 687 – 643     | ذكر في كتابات اسرحدون، الذي يدرجه كواحد من الملوك الذين أحضروا له الهدايا وساعدوه في غزو مصر.                                                                                                   | 2مل 20: 21 إر 15: 4                         |       |
| آسرحدون                  | أمير أشور              | 681–669       | بقي اسمه في كتاباته الخاصة، وكذلك في كتابات ابنه أشوربانيبال. | إش 37: 38 عز 4:2                            |       |
| آشوربانيبال              | ملك اشور               | 668 – 627     | عُرف بشكل عام بـ «آشوربانيبال العظيم والنبيل» المذكور في سفر عزرا. بقي اسمه في كتاباته الخاصة التي تصف حملاته العسكرية ضد عيلام وسوسة ودول أخرى.                                                 | عز 4: 10                                    |       |
| نخاو الثاني              | فرعون مصر              | 610 – 595     | ذكر في كتابات آشوربانيبال. | 2مل 23: 29 إر 46: 2                         |       |
| نبوخذ نصر الثاني         | ملك بابل               | 605–562       | مذكور في العديد من المصادر المعاصرة بما في ذلك نقش بوابة عشتار التي بناها. (اسمه بالأكادية: Nabû-kudurri-uṣur).                                                                                 | عز 26: 7 دا 1: 1 - 2 2مل 24: 1              |       |
| يهويا كين                | ملك يهوذا              | 598–597       | تم أسره إلى بابل بعد أن استولى نبوخذنصر على القدس لأول مرة. تسجل نصوص من قصر نبوخذنصر الجنوبي الحصص المعطاة لـ «يهوياكين ملك اليهود».                                                           | 2مل 25: 14 إر 52: 31                        |       |
| أبريس                    | فرعون مصر              | 589–570       | يُعرف أيضًا باسم هوفراع؛ ذكر في العديد من النقوش المعاصرة بما في ذلك رؤوس أعمدة قصره. يتحدث هيرودوت عنه في «التواريخ الثانية: 161–171».                                                           | إر 44: 30                                   |       |
| نبوزرادان                | قائد بابلي             | 587           | تم ذكره في منشور في اسطنبول (رقم 7834) وجد في بابل حيث تم إدراجه كـ «رئيس الطباخين». | إر 52: 12 2مل 25: 8                         |       |
| سرسخيم                   | رئيس خصي بابل          | 587           | مدرج اسمه في لوح بابلي. | إر 39: 3                                    |       |
| أميل مردوخ               | ملك بابل               | 562–560       | تم العثور على اسمه (أميل مردوخ الأكادي) ولقبه في إناء في قصره، وعلى عدة ألواح مسمارية. | 2مل 25: 27 إر 52: 31                        |       |
| كورش الكبير              | ملك بلاد فارس          | 559 – 530     | يظهر في العديد من النقوش القديمة، أبرزها أسطوانة قورش. ومذكور أيضا في مؤرخات هيرودوت. | إش 45: 1 دا 1: 21                           |       |
| دارا الأول               | ملك بلاد فارس          | 522–486       | مذكور في أسفار حجي وزكريا وعزرا. وهو صاحب نقش بيستون، ومذكور أيضا في مؤرخات هيرودوت. | حج 1: 1 عز 5: 6                             |       |
| تتناي                    | حاكم عابر-ناري         | 520           | معروف من الوثائق البابلية المعاصرة. حكم المنطقة الفارسية غرب نهر الفرات في عهد دارا الأول. | عز 5: 3 عز 6: 13                            |       |
| خشايارشا الأول           | ملك بلاد فارس          | 486–465       | سمى أحشويروش في كتب عزرا وأستير. خشايارشا معروف في علم الآثار من خلال عدد من الألواح والآثار ولا سيما «قصر بوابة كل الأمم» في برسيبوليس. وهو مذكور أيضا في مؤرخات هيرودوت.                      | أس 1: 1 دا 9: 1 عز 4: 6                     |       |
| سنبلط                    | حاكم السامرة           | 445           | شخصية قيادية للمعارضة واجهها نحميا خلال إعادة بناء الجدران حول المعبد في القدس. سنبلط مذكور في برديات إلفنتين.                                                                                  | نح 2: 10 نح 13: 28                          |       |
| يوحانان                  | رئيس كهنة معبد اروشليم | 410 – 371     | ذكور في رسالة من برديات إلفنتين. | نح 12: 22 - 23                              |       |
|                          |                        |               | |                                             |       |

## العهد الجديد
إلى حد بعيد فإن أهم المصادر وأكثرها تفصيلاً للتاريخ اليهودي في القرن الأول هي أعمال المؤرخ اليهودي يوسيفوس فلافيوس (37 - 100 م). تذكر مصادر أخرى مثل أسفار العهد الجديد العديد من الشخصيات السياسية البارزة وهي ضرورية لفهم الخلفية التاريخية لظهور المسيحية. يذكر يوسيفوس أيضًا يسوع وإعدام يوحنا المعمدان على الرغم من أنه لم يكن معاصرًا لأي منهما. وبعيدا عن يوسيفوس، تأتي معلومات حول بعض شخصيات العهد الجديد من المؤرخين الرومان مثل تاسيتوس وسويتونيوس ومن العملات والنقوش القديمة.
الشخصية المركزية في العهد الجديد هي يسوع الناصري. على الرغم من الجدل المستمر حول كتابة العديد من أسفاره إلا أن هناك إجماع بين العلماء المعاصرين على أن البعض على الأقل ممن كتبوا كانوا معاصرين ليسوع، مثل بولس الطرسوسي الذي رسائله تعتبر أجزاء منها لا جدال فيها. ومع ذلك خارج العهد الجديد لا يُعرف أي إشارات لكتّاب عاصروا يسوع، ما لم يُفترض وجود تاريخ مبكر جدًا لبعض الأناجيل غير القانونية مثل إنجيل توما. ومع ذلك توجد بعض كتابات القرن الأول الأصيلة والعديد من كتابات القرن الثاني التي ذكر فيها يسوع مما دفع العديد من العلماء إلى استنتاج أن تاريخية يسوع مثبتة جيدًا من خلال الموثوقية التاريخية.

### الأناجيل
| الاسم               | المنصب                          | تصديق وملاحظات | مراجع الكتاب المقدس       |        |
| أوغسطس قيصر         | إمبراطور روما                   | حكم بين 27 قبل الميلاد و 14 بعد الميلاد، وفي ذلك الوقت ولد يسوع، ترك وراءه ثروة من المباني والقطع النقدية والآثار، بما في ذلك نقش جنائزي وُصف فيه حياته وإنجازاته. | لو 2:1                    |        |
| قيافا               | رئيس كهنة إسرائيل               | في عام 1990، وجد العمال صندوق رفات مصنوع من حجر جيري مزخرف أثناء رصف طريق في غابة السلام جنوب حي أبو الطور في القدس. صندوق الرفات يبدو أصيل ويحتوي على رفات بشرية. ونقش بالآرامية على الجانب مكتوب عليه "يوسف بن قيافا"، وبه كانت رفات رجل مسن يعتبر تابعا لرئيس الكهنة قيافا. في عام 2011 أعلن علماء الآثار من جامعة بار إيلان استرداد المقبرة المسروقة، وبها المكتوب بالنص: "مريم ابنة يشوع بن قيافا كاهن المعزية من بيت عمري". بناء على ذلك يمكن ربط قيافا بدور كهنوتي في المعزية، دور وضع من قبل الملك داود. | يو 18:13 يو 11:49 لو 3: 2 |        |
| هيرودس أنتيباس      | رئيس ربع من الجليل وبيريا       | ابن هيرودس الأول، مذكور اسمه في الآثار وحروب اليهود. متى ويوسيفوس ذكرا أنه قتل يوحنا المعمدان. | لو 3: 1 مت 14: 1          |        |
| هيرودس أرخيلاوس     | ملك يهودا والسامرة ادوم         | ابن هيرودس الأول. وهو معروف من كتابات يوسيفوس ومن العملات المعاصرة. | مت 2:22                   |        |
| هيرودس الأول        | ملك يهودا                       | ذكره صديقه المؤرخ نيكولاس الدمشقي. تم العثور على اسمه أيضًا على العملات اليهودية المعاصرة. | مت 2: 1 لو 1: 5           |        |
| هيروديا             | أميرة هيرودية                   | زوجة هيرودس أنتيباس. وفقًا للأناجيل متى ومرقس ولوقا، هيروديا كانت متزوجة سابقًا من فيليب شقيق أنتيباس، المعروف بهيرودس فيلبس الثاني. ومع ذلك يكتب يوسيفوس أن زوجها الأول كان هيرودس الثاني. ينظر العديد من العلماء إلى هذا على أنه تناقض، لكن البعض اقترح أن هيرودس الثاني كان يسمى أيضًا فيليب. | مت 14: 3 مر 6:17          |        |
| يعقوب أخو يسوع      | أسقف من بيت المقدس              | شخصية قيادية من المسيحيين الأوائل في القدس ويعتبر بحسب التقليد مؤلف رسالة يعقوب. بابياس قال أنه كان ابن كليوباس، ويوسيفوس يسجل أنه أدين من قبل السنهدرين بقيادة رئيس الكهنة أنانوس ورجم حتى الموت في 62 م. | مر 6: 3                   |        |
| متًّى                 | محصل الضرائب                    | بابياس قال: "متَّى ضع سويا أقوال الرب في اللغه العبرية وكل واحد فسرها بأفضل ما يستطيع". | لو 6:15 مت 9: 9           |        |
| فيلبس               | أسقف هيرابوليس                  | يوم الأربعاء 27 يوليو 2011، أعلنت وكالة الأناضول التركية أن علماء الآثار قد اكتشفوا مقبرة يدعي قائد المشروع أنه قبر القديس فيلبس خلال الحفر في هيرابوليس بالقرب من المدينة التركية دنيزلي. قال عالم الآثار الإيطالي البروفيسور فرانشيسكو داندريا أن العلماء اكتشفوا القبر داخل كنيسة تم الكشف عنها حديثًا. وذكر أن تصميم القبر والكتابات على جدرانه يثبتان بشكل قاطع أنه ينتمي إلى رسول المسيح الشهيد. | يو 12:21 يو 1: 43         |        |
| هيرودس فيلبس الثاني | رئيس ربع ليطوريون واللجاة       | كتب يوسيفوس أنه شارك مملكة والده مع إخوته هيرودس أنتيباس وهيرودس أرخيلاوس. يظهر اسمه ولقبه على عملة معاصرة. | لو 3: 1                   |        |
| بيلاطس البنطي       | الحاكم الروماني لمقاطعة "يهودا" | أمر بإعدام يسوع. تم العثور على نقش حجري يذكر اسمه ولقبه: "بيلاطس البنطي حاكم يهودا"، أنظر إلى حجر بيلاطس. وذكره معاصره فيلون السكندري في تفويضه لغايوس | مت 27: 2 يو 19: 15-16     |        |
| كيرينيوس            | حاكم سوريا                      | أجرى تعدادًا أثناء حكم سوريا كما أفاد لوقا ويوسيفوس، وتأكد من خلال نقش قبر كوينتوس أميليوس سيكوندوس الذي خدم تحت إمرته. | لو 2: 2                   | [ 90 ] |
| توما                |                                 | بابياس هيرابوليس قال أنه كان تلميذ يسوع | يو 11:16 يو 14: 5         |        |
| تيبيريوس            | إمبراطور روما                   | تم ذكره في العديد من النقوش وعلى العملات المعدنية الرومانية. وتم وصف بعض أعماله من قبل المؤرخ المعاصر فيليوس باتركولوس (توفي حوالي 31 م). | لو 3: 1                   |        |
| سالومي              | أميرة هيرودية                   | ابنة هيروديا. على الرغم من عدم ذكر اسمها في الأناجيل، ولكن يشار إليها باسم "ابنة هيروديا"، إلا أنها معروفة بشكل عام بسالومي ابنة هيروديا، المذكورة في آثار يوسيفوس. | مت 14: 6 مر 6:22          |        |
| بطرس                | أسقف روما                       | ذكر في رسالة إغناطيوس الأنطاكي إلى الرومان وإلى سميرنانس، كما ذكر في قصاصات من شرح بابياس لأقوال الرب، وفي رسالة كليمنت الأول الأولى إلى أهل كورنثوس، الذي ذكر أيضا أن بطرس مات باعتباره شهيد. | مت 4:18-20 مت 16          |        |

### سفر أعمال الرسل والرسائل
| اسم                   | عنوان                      | تصديق وملاحظات | مراجع الكتاب المقدس   | صورة |
| حنانيا بن نبيديوس     | رئيس كهنة إسرائيل          | تولى المنصب خلال 47 - 59م كما سجل يوسيفوس، وترأس محاكمة بولس. | أع 23: 2 أع 24: 1     |      |
| أنطونيوس فيلكس        | القائم على السلطة في يهودا | ذكره المؤرخون: يوسيفوس، وسويتونيوس وتاسيتوس، سجن الرسول بولس حوالي عام 58 م قبل عامين من استبداله ببروكيوس فستوس. | أع 23: 24 أع 25: 14   |      |
| أبولوس                |                            | كلا من بولس وكليمنت الأول أكدا أنه كان مسيحيا في كورينث. | 1كو 3، 6              |      |
| حارث الرابع           | ملك الأنباط                | وفقا لبولس، هو حاكم دمشق الذي حاول القبض عليه. وقد ذكره يوسيفوس، تم العثور على اسمه في العديد من النقوش المعاصرة وعلى عملات معدنية عديدة. | 2كو 11: 32            |      |
| برنيس                 | أميرة هيرودية              | ابنة هيرودس أغريباس الأول. يبدو أنها كانت تتمتع بنفس القدر من القوة مع شقيقها هيرودس أغريباس الثاني (الذي أشاع أنها تربطها علاقة زنا المحارم، وفقًا ليوسيفوس) وتسمى في الواقع الملكة برنيس في مؤرخات تاسيتوس.                                                  | أع 25: 23 أع 26: 30   |      |
| كلوديوس               | إمبراطور روما              | مثل الأباطرة الرومان الآخرين، تم العثور على اسمه على العديد من العملات المعدنية والآثار، مثل البوابة الأكبر "بورتا ماجيوري" في روما. | أعمال 11: 28 أع 18: 2 |      |
| دروسيلا               | أميرة هيرودية              | تزوجت من أنطونيوس فيليكس بحسب سفر أعمال الرسل وآثار يوسيفوس. | أعمال 24: 24          |      |
| غاليو                 | حاكم آخايا                 | الاسم الكامل لوسيوس جونيوس غاليو أنيانوس. يذكره سينيكا أخوه في رسائله. تم اكتشاف نقش في دلفي يرجع لتاريخ 52 م، يسجل رسالة من الإمبراطور كلوديوس، حيث كان يُسمى غاليو أيضًا باسم القنصل.                                                                         | أع 18: 12-17          |      |
| غمالائيل              | حاخام السنهدرين            | دعى "والد سيمون" بواسطة المؤرخ يوسيفوس في كتابه السيرة الذاتية. وصف أيضا في التلمود بأنه عضو بارز في السنهدرين. | أع 5: 34 أع 22: 3     |      |
| هيرودس أغريباس الأول  | ملك يهودا                  | على الرغم من أن تم ذكره باسم "هيرودس" يواسطة لوقا، و"أغريباس" بواسطة يوسيفوس، الروايتان التي قدمها كلاهما عن وفاته متشابهة للغاية بحيث يتم قبولهما بشكل عام للإشارة إلى نفس الشخص. لذلك يطلق عليه العديد من العلماء المعاصرين هيرودس أغريباس (الأول).         | أع 12: 1 أع 12: 21    |      |
| هيرودس أغريباس الثاني | ملك يهودا                  | حكم جنبا إلى جنب مع أخته برنيس. كتب عنه يوسيفوس في الآثار، واسمه مكتوب على عملات يهودية معاصرة. | أع 25: 23 أع 26: 1    |      |
| يوحنا البطمسي         |                            | ذكر في قصاصات بابياس هيرابوليس ومعاصره إغناطيوس الأنطاكي | رؤ 1                  |      |
| يهوذا الجليلي         |                            | زعيم ثورة يهودية. كلا من سفر أعمال الرسل ويوسيفوس يخبران عن تمرد حرض عليه خلال زمن إكتتاب كويرينيوس. | أع 5: 37              |      |
| يهوذا أخو يسوع        |                            | بابياس يعرفه ب"الرسول يهوذا"، قائلا انه كان ابن مريم زوجة كلوبا وشقيق يعقوب البار | يه 1                  |      |
| نيرون                 | إمبراطور روما              | مذكور في العملات المعاصرة، على الرغم من أنه لم يُذكر اسمه في سفر رؤيا يوحنا لكن ذكر الرقم 666، اللاهوتيين عادة ما يدعمون التفسير الرقمي بأن 666 هو ما يعادل الاسم واللقب "نيرون" باستخدام الأعداد العبرية من الجيماتريا، وكان يستخدم للتحدث سرا ضد الإمبراطور. | رؤ 13: 18 2تس 2: 3    |      |
| بولس الطرسوسي         |                            | ذكر بواسطة رسالتي إغناطيوس الأنطاكي إلى أهل رومية وأهل أفسس، ورسالة بوليكاربوس إلى أهل فيلبي، ورسالة كليمنت الأول إلى أهل كورنثوس والذي قال أيضًا أن بولس استشهد بعد أن بشَّر في الشرق وفي أقصى الغرب                                                            | غل 1 1كو 1            |      |
| بوركيوس فستوس         | حاكم يهودا                 | حل مكان أنطونيوس فيليكس، كما سجل يوسيفوس وسفر أعمال الرسل. | أع 24: 27 أع 26: 25   |      |

## شخصيات تم تحديدها بشكل مبدئي
هذه شخصيات من الكتاب المقدس تم العثور على إشارات مبهمة لها ولكن محتملة في المصادر المعاصرة بناءً على مطابقة الأسماء وبيانات الاعتماد. ومع ذلك لا يمكن استبعاد إمكانية صدفة مطابقة الأسماء.

### العهد القديم
- أخزيا/أمصيا املك يهوذا. يحتوي نقش تل القاضي وفقا لكثير من العلماء على قصة لملك سوري (ربما حزائيل)، يدعي أنه قتل «أخزيا» ابن ملك من بيت داود، الذي حكم في 850 - 849 قبل الميلاد.[123][124] ومع ذلك هناك رأي بديل، حيث يؤرخ النقش بنصف قرن لاحق، ويرى أنه يجب إعادة ترميم الاسم ليكون «أمصيا»، الذي حكم في 796-767 قبل الميلاد.[125]
- عسايا عبد الملك يوشيا المذكور في (2 ملوك 22:12). وجد ختم عليه النص «عسايا خادم الملك» ربما ينتمي إليه.[126]
- أصليا بن مشلام كاتب في معبد القدس المذكور في (2مل 22: 3، 2أخ 34: 8). ختم مكتوب عليه «ينتمي إلى أصليا بن مشلام». من المرجح أن يكون له وفقا لعالم الآثار نامان أفيجاد.[127]
- عزريا، ابن حلقيا وجد عزرا المذكور في (1أخ 6: 13-14، 9:11، عز 7: 1). من المحتمل أن يكون الختم المكتوب عليه «عزريا بن حلقيا» ينتمي له بحسب تسفي شنايدر.[128]
- بعليس، ملك عمون المذكور في (إر 40: 14). في عام 1984 تم الكشف عن ختم عموني، يعود تاريخه إلى 600 قبل الميلاد أثناء الحفر في تل العميري بالأردن، الذي جاء فيه: «ينتمي إلى ميلكومور، خادم بعلشة». من المحتمل أن يكون «بعلشة» هو البعل في التوراة[129]، ولكن من غير المعروف حاليًا ما إذا كان هناك ملك عموني واحد فقط يحمل هذا الاسم.
- داوود، أو بشكل أدق اسم بيته الملكي «بيت داوود»، مذكور في نقش تل القاضي.[130]
- داريوس الثاني، من بلاد فارس المذكور في (نح 12: 22) باسم «داريوس الفارسي»، ذكره المؤرخ المعاصر كسينوفون من أثينا[131] في برديات إلفنتين ومصادر أخرى، وربما يكون المقصود هو داريوس الأول أو داريوس الثالث بحسب بعض العلماء.[132][133]
- جدليا بن أخيكام، والي يهوذا. عادة ما يتم تحديد المكتوب على الختم باسم «جدليا الذي على المنزل» بأنه جدليا ابن أخيكام.[134]
- جدليا بن بشحور، الذي كان خصما لإرميا. أ الختم الذي حمل إسمه تم العثورعليه في مدينة داود.[135]
- جمريا بن شافان، ماتب مذكور في (إر 36: 10، 12). تم العثور على ختم يحمل النص «إلى جمريا بن شافان»، قد يكون هذا هو نفس الشخص «جمريا بن شافان الكاتب»[136]
- جشم، المذكور في (نح 6: 1، 6) من المحتمل أن يكون هو نفسه جشم ملك قيدار، الموجود في نقشين في العلا وبيتوم (بالقرب من قناة السويس)[137]
- حلقيا، رئيس الكهنة في معبد القدس المذكور طوال الوقت في (2مل 22 :8-23: 24، 2أخ 34: 9، 35: 8، 1أخ 6:13، 9:11، عز 7: 1) المصادر عن حلقيا خارج الكتاب المقدس يوثقها الختم الفخاري الذي يذكر حلقيا كأبًا لعزريا[128]، ومنقوش «حنان بن حلقيا الكاهن».[138]
- إشعياء، في فبراير 2018 أعلنت عالمة الآثار إيلات مزار أنها وفريقها قد اكتشفوا طابع ختم صغير منقوش عليه: «ينتمي إلى إشعياء نفي» (يمكن إعادة ترميمه وقراءته على أنه «ينتمي إلى إشعياء النبي») خلال حفريات أوفيل جنوب جبل معبد بيت المقدس.[139] الختم الصغير تم العثور عليه «على بعد 10 أقدام فقط» من مكان اكتشاف ختم سليم يحمل النقش «ينتمي إلى الملك حزقيا من يهوذا» في عام 2015 من قبل نفس الفريق.[140] على الرغم من أن اسم «إشعياء» في الأبجدية العبرية - بهلوية لا لبس فيه، التلف في الجزء الأيسر السفلي من الختم يسبب صعوبات في التأكد من كلمة «نبي» أو اسم عبري شائع «نافي»، مما يثير بعض الشكوك حول ما إذا كان هذا الختم ينتمي حقًا إلى النبي إشعياء.[141]
- يهورام، ملك إسرائيل (852 - 841 قبل الميلاد) ربما ذكر في نقش تل القاضي. بحسب التفسير المعتاد فإن مؤلف النص ربما هو حزائيل ملك سوريا [142]، يدعي أنه قتل كل من أخزيا من يهوذا و «[يهو]رام».[123][124] ومع ذلك بعض العلماء الذين يعيدون ترميم قطع اللوح بشكل مختلف لا يرون «[...]رام» كإسم لملك إسرائيلي.[143]
- يهوخل بن شلميا، خصم إرميا. قام علماء الآثار باستخراج ختم باسمه، لكن بعض العلماء يشككون في تاريخ الختم في زمن إرميا. وفقا لروبرت دويتش فإن الختم من أواخر القرن الثامن إلى أوائل القرن السابع قبل الميلاد، قبل وقت إرميا. [بحاجة لمصدر]
- يرحمئيل، أمير مملكة يهوذا. تم العثور على ختم يحمل اسمه.[144]
- يربعام الثاني، ملك إسرائيل. من المحتمل أن يشير الختم الخاص بـ «شيما، خادم يربعام» إلى الملك يربعام الثاني[145]، على الرغم من أن بعض العلماء يعتقدون أنه قد يكون يربعام الأول.[130]
- إيزابل زوجة الملك اخآب ملك إسرائيل. تم العثور على ختم يحمل اسمها، لكن تحديد تاريخ إيزابل موضوع نقاش بين العلماء.[146]
- يوشيا ملك يهوذا. تم العثور على ثلاث أختام ربما كانت ملكًا لابنه ألياشيب.[147]
- نثنملك، أحد مسؤولي يوشيا الملك المذكور في (2مل 23: 11). تم العثور على ختم فخاري يرجع إلى منتصف القرن السابع أو بداية القرن السادس قبل الميلاد في مارس 2019 خلال الحفر والتنقيب في مدينة داود في منطقة القدس، يحمل النقش: «(ينتمي) إلى ناثان ملك، خادم الملك».[148][149]
- نرجل شراصر ملك بابل، يعرف غالبا كمسؤول نبوخذ نصر الثاني المذكور في (إر 39: 3، 13).[85] تم العثور على سجل لحربه مع سوريا على لوح من «نصوص الوقائع البابلية الجديدة».
- سرايا ابن نيريا. وشقيق باروخ. عرفه نامان أفيجاد بأنه صاحب ختم يحمل الاسم «إلى سراياهو / نيرياهو».[150]

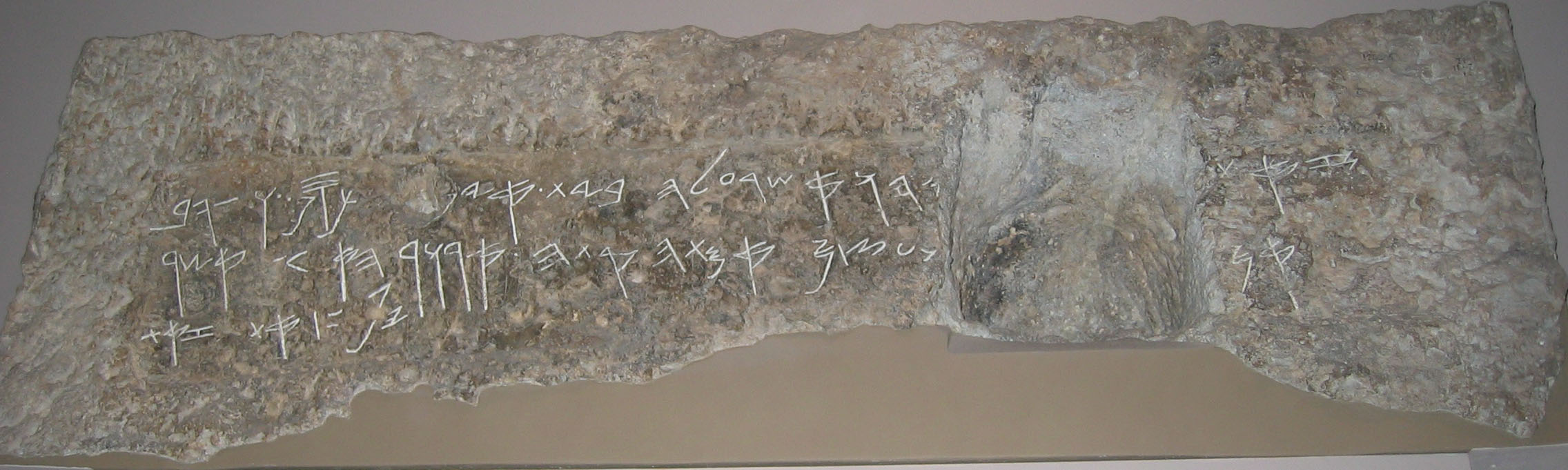
ما تعرف بعتبة شبنا

- شبنا وكيل الملك حزقيا، بقي آخر حرفين فقط من اسم (هو) على ما تسمى بعتبة شبنا، ولكن اسم منصبه «أعلى منزل» الملك والتاريخ الذي يشير إليه أسلوب الكتابة جعلا العديد من العلماء يميلون لحديد الشخص المقصود على أنه شبنا.[151]
- شيشنق الأول فرعون مصر. المعروف أيضا باسم «شيشق» في العهد القديم، رواية غزو شيشق في السنة الخامسة لرحبعام (1مل 14: 25–28) يقال أنها تطابق نقش عثر عليه في الكرنك لحملة شيشنق العسكرية في فلسطين.[152] ومع ذلك فإن أقلية من العلماء ترفض هذا التحديد.[153]
- هدد عزر ملك حماة. جادل العديد من العلماء في أن هدد عزر المذكور في (2صم 8: 9، 1أخ 18: 9) اسمه متطابق مع ملك أخر في فلسطين معروف من نقوش موجودة في شمال سوريا.[154][155] ومع ذلك، اعترض آخرون على هذا التحديد بناءً على التحليل اللغوي والتاريخي غير المؤكد للملك الأخر.[156]
- عزيا ملك يهوذا. قد تشير إليه كتابات تغلث فلاسر الثالث، لكن هذه الإشارة متنازع عليها.[157] هناك أيضا نقش يشير إلى عظامه، لكنه يعود إلى القرن الأول الميلادي.
- صدقيا بن حنانيا المذكور في (إر 36:12). تم العثور على ختم «صدقيا بن حنانيا»، تحديد الهوية مرجح لكنه غير مؤكد[158]

### العهد الجديد
- «المصري»، الذي كان وفقًا لسفر الأعمال 21: 38 المحرض على التمرد، ذكره يوسيفوس على الرغم من أن هذا الذكر غير مؤكد.[159][160]
- يونا زوجة خوزي، تم اكتشاف مقبرة تحمل نقش «يونا حفيدة ثيوفيلوس رئيس الكهنة»[161]، من غير الواضح ما إذا كانت هي نفس يونا لأن اسم يونا كان خامس أكثر الأسماء شعبية في فلسطين اليهودية.[162]
- سرجيوس بولس كان حاكم من قبرص (أع 13: 4-7) عندما زار بولس الرسول الجزيرة حوالي 46-48 م.[163] على الرغم من أنه تم تحديد عدة أفراد بهذا الاسم، إلا أنه لا يمكن تحديد هوية شخص بعينة. أحدهم كوينتوس سرجيوس باولوس الذي كان حاكم قبرص ربما في عهد كلوديوس (41-54 م) وذلك متوافق مع وقت وسياق رواية لوقا.[163][164]
- ليسانيوس، كان رئيس ربع على الأبلية حوالي 28 م (لو 3: 1). ولكن يوسيفوس يذكر فقط ليسانيوس من من الأبلية الذي أعدم في 36 قبل الميلاد، اعتبر بعض العلماء أن هذا خطأ من قبل لوقا. ومع ذلك ظهر نقشًا واحدًا من الأبلية تم تأريخه بشكل مبدأي من 14 إلى 29 م، يسجل وجود رئيس ربع لاحق يسمى ليسانيوس.[165][166]
- ثوداس. يسبب المرجع الوحيد لثيوداس مشكلة في التسلسل الزمني. في سفر أعمال الرسل فإن غمالائيل (عضو في السنهدرين)، يدافع عن الرسل بالإشارة إلى ثيوداس (أع 5: 8-36). تكمن المشكلة في أن صعود ثيوداس هنا حدث قبل يهوذا الجليلي الذي يعود تاريخه إلى وقت اكتتاب كيرينيوس (6-7 م). يوسيفوس، من ناحية أخرى، قال أن ثيوداس كان 45 أو 46م، أي بعد حديث غمالائيل، وبعد فترة طويلة من يهوذا الجليلي.[بحاجة لمصدر]